# Marek Blaževič
Marek Blaževič (Vilnius, 1º settembre 2001) è un cestista lituano.

## Palmarès

### Competizioni nazionali
- Campionato lituano: 1

Žalgiris Kaunas: 2020-2021
- Coppa di Lituania: 3

Lietuvos rytas: 2018-2019
Žalgiris Kaunas: 2020-2021, 2021-2022

### Competizioni giovanili
- Euroleague Basketball Next Generation Tournament: 1

Lietuvos rytas: 2017-18